# Битва при Брейтенфельде (1631)
Битва при Брейтенфельде (нем. Schlacht bei Breitenfeld) — битва во время Тридцатилетней войны, в ходе которой шведско-немецкая армия под командованием Густава II Адольфа нанесла тяжёлое поражение войскам Католической лиги под командованием Тилли. Первая крупная победа протестантов в столкновениях с католиками.
В этой битве шведы впервые применили элементы линейной тактики, что позволило их войскам более эффективно использовать огнестрельное оружие. Это и явилось главной причиной победы. Именно после Тридцатилетней войны началось распространение этой тактики. Армии стали располагаться в две линии, причем кавалерия образовывала фланги, а пехота — центр. Артиллерия помещалась перед фронтом или в интервалах между другими войсками. Значительный вклад в победу при Брейтенфельде внесла шведская артиллерия, которая не только прикрывала огнём боевые порядки, но и активно маневрировала на поле боя вместе с пехотой и кавалерией.

## Военная ситуация
Швеция долгое время не принимала участия в Тридцатилетней войне, так как была занята противостоянием с Польшей за Балтийское побережье. В 1630 году Швеция закончила войну и, заручившись поддержкой Московского царства (обеспечившей льготные поставки зерна), вторглась в северную Германию. Так начался шведский период Тридцатилетней войны (1630—1635). Вскоре к Швеции присоединилась и Саксония, которая вынуждена была отойти от политики нейтралитета после осады столицы Саксонии Магдебурга. Курфюрст Иоганн Георг заключил союз со шведским королём Густавом Адольфом против генералиссимуса Тилли.
Шведские войска комплектовались как за счёт подворной воинской повинности свободного шведского крестьянства, так и за счёт вербовки наёмников. Благодаря этому армия Швеции оказалась более дисциплинированной, чем наёмные армии других западноевропейских стран. Пехота в шведской армии состояла наполовину из пикинёров, наполовину из мушкетёров, и имела более свободное построение. Значительно увеличилась доля конницы в общей численности войск (до 40 %). Усовершенствованию подверглась и артиллерия шведской армии, орудия стали легче и короче. Это повысило маневренность шведских батарей и позволило их широко применять в полевых сражениях.

## Ход сражения

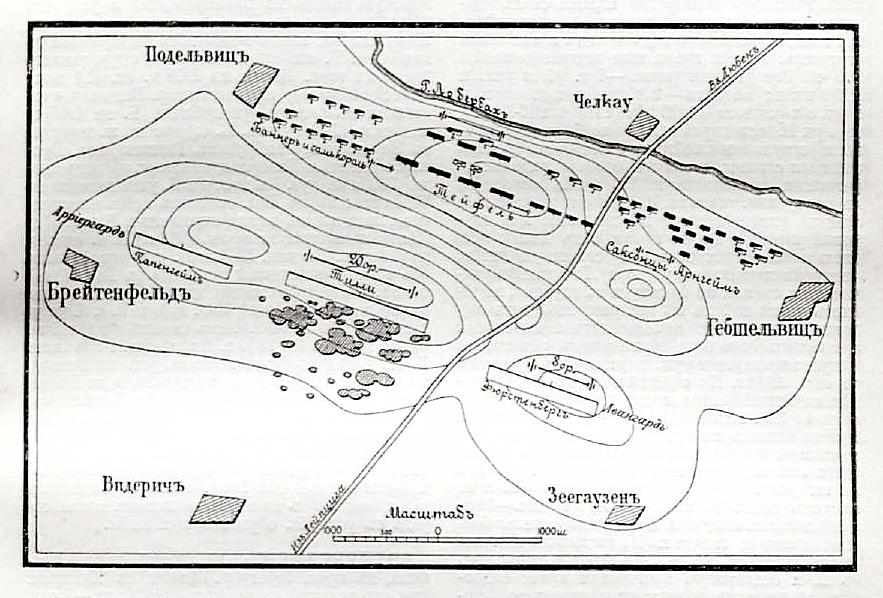
Карта сражения.. Рисунок из статьи «Брейтенфельд»
(«Военная энциклопедия Сытина»)

С усовершенствованной армией Густав Адольф двинулся вглубь Германии. 17 сентября 1631 года состоялось сражение при деревне Брейтенфельд, недалеко от Лейпцига. Поле при Брейтенфельде представляло собой слегка всхолмленную равнину протяжённостью в три километра, которая ограничивалась лесом с юга и ручьём Лобербах с северо-востока.
Шведско-саксонская армия насчитывала 34 тыс. человек, из них около 19 тыс. шведов (11 тыс. пехоты, 7 тыс. конницы, более 600 артиллеристов, а также 75 орудий) и около 15 тыс. саксонцев (11 тыс. пехоты, 4 тыс. конницы, около 40 орудий). У шведов имелась тяжёлая артиллерия (батарейные орудия), облегчённые полковые орудия и кожаные пушки, у саксонцев — 16 батарейных и 26 картечных орудий. Правое крыло шведско-саксонской армии возглавлял Юхан Банер, центр — Максимилиан Тойфель, левое крыло — Густав Горн. Каждая из трех частей армии была построена в две линии, артиллерию установили в центре первой линии, позади имелись пехотные и кавалерийские резервы. Король находился на правом фланге, вдохновляя своим присутствием солдат.
Имперская армия, состоявшая из войск германских государств, входивших в Католическую лигу, насчитывала 32 тысячи человек, в том числе 21 тысяч пехоты и 11 тыс. конницы, а также 28 тяжёлых полевых орудий. В построении применялась старая тактика квадратных колонн, называемых испанскими бригадами. В центре стояла пехота, по флангам — кавалерия. Орудия были установлены так, что могли обстреливать всю долину. Левым крылом имперцев командовал Паппенгейм, правым - Фюрстенберг, общее командование осуществлял Тилли.
Битва началась утром с артиллерийской канонады, длившейся в течение двух часов. К полудню Густав Адольф приказал правому крылу своей армии наступать к Брейтенфельду, а левому — обеспечивать тактическую связь с выдвинувшимися вперёд саксонцами. Те несли большие потери от имперской артиллерии, а после того, как имперцы контратаковали их пехотой с фронта и конницей с левого фланга, они вовсе бежали с поля боя, бросив всю артиллерию. Тилли стал теснить левое крыло шведов, а конница Паппенгейма атаковала их правый фланг, но все его 7 атак были отбиты стройными залпами шведских мушкетёров и контратаками кавалерии. После четырёхчасового безуспешного боя Паппенгейм вынужден был отойти назад.
К 14 часам 30 минутам дня войска Тилли охватили противника с обоих флангов, но сами разорвались на три части. Сражение вступило в самую драматическую фазу развития: три пехотные бригады имперцев атаковали центр шведской армии. В ответ Густав Адольф выдвинул артиллерийский резерв, а сам с частью конницы бросился в тыл неприятеля. Шведская артиллерия стреляла при этом с дистанции 300 метров, нанося противнику большие потери. Лёгкая артиллерия шведов и мушкетёры с близкого расстояния расстреливали имперскую пехоту. Вся тяжёлая артиллерия имперской армии была захвачена шведами.
Тилли с небольшой частью пехоты отошёл к северу, причём сам он чуть не погиб. Шведы организовали преследование разгромленных частей противника, однако действовали не слишком решительно. В итоге, имперские войска потеряли 8 тыс. убитыми и 6 тыс. пленными. Последние пополнили шведскую армию, в результате чего она стала сильнее, чем была до битвы. Армия Густава Адольфа потеряла около 3 тыс. человек, из них шведов погибло только 700 (остальные — иностранные наёмники).

Битва при Брейтенфельде

## Результаты
Победа шведов при Брайтенфельде вызвала шок во всей Европе, поскольку немецкие протестантские государства одержали свою первую и самую крупную победу с начала войны. Брайтенфельд стал символом мести лютеран за Магдебургскую резню за несколько месяцев до этого. 
В результате победы при Брейтенфельде шведы заняли Саксонию. Вся северная Германия оказалась в руках Густава Адольфа, и он перенёс свои действия на юг Германии. В течение следующих недель к саксонско-шведскому союзу, помимо герцогов Мекленбургских, которые уже были в союзе с Густавом Адольфом, присоединились ещё многие имперские князья и имперские города.
Весной 1632 года произошло сражение в Баварии на реке Лех, в котором Тилли вновь потерпел поражение. Войска его были разгромлены, а сам он смертельно ранен и умер в Ингольштадте в апреле того же года. В мае 1632 года Густав Адольф занял Аугсбург и столицу Баварии Мюнхен, создав угрозу австрийским землям Габсбургов. Союзники Густава Адольфа, саксонцы, вторглись в Чехию и заняли Прагу. Правда, к этому времени обнаружилось, что шведские войска так же грабили и разоряли местное население, как и наёмные армии, а потому крестьяне, которые сначала поддерживали шведов, видя в них освободителей от габсбургского господства, стали поднимать восстания в тылу шведской армии. Это заставило Густава Адольфа летом 1632 года временно прекратить военные действия на юге Германии.

## В культуре
Сражению посвящена песня «Gott Mit Uns» с альбома Carolus Rex шведской пауэр-метал-группы Sabaton.